# Ematurga transaplinaria
Ematurga transaplinaria är en fjärilsart som beskrevs av Frings 1909. Ematurga transaplinaria ingår i släktet Ematurga och familjen mätare. Inga underarter finns listade i Catalogue of Life.